# Тамер Сеям
Тамер Сеям (араб. تامر صيام, нар. 25 листопада 1992, Єрусалим) — палестинський футболіст, півзахисник таїландського клубу «Прачуап».
Виступав, зокрема, за «Шабаб Аль-Халіль» та «Хассані» (Агадір), а також національну збірну Палестини.

## Клубна кар'єра
У дорослому футболі дебютував 2012 року виступами за команду другого дивізіону «Тхакафі Тулкарем», в якій забив 17 голів. Цим зацікавив представника вищої ліги «Джабаль Аль-Мукабер», куди і перейшов наступного року.
Своєю грою за цю команду привернув увагу представників тренерського штабу клубу «Шабаб Аль-Халіль», до складу якого приєднався 2014 року. Відіграв за палестинську команду наступні два сезони своєї ігрової кар'єри і у сезоні 2015/16 він виграв чемпіонат Західного Берега.
2016 року уклав контракт з клубом «Хіляль Аль-Кудс», у складі якого провів наступні два роки своєї кар'єри гравця. У сезонах 2016/17 та 2017/18 став чемпіоном Західного Берега, а у другому ще виграв Кубок Палестини, забивши дубль у фіналі проти «Шабаб Хаб Юнеса» (5:1).
З 2018 року два сезони захищав кольори марокканського клубу «Хассані» (Агадір). У своєму першому сезоні, в якому він зіграв 18 разів і забив два голи, він дебютував 24 вересня 2018 рок у виїзній грі проти ФАРа (1:0), а перший гол забив 9 грудня 2018 року у ворота «Рапіда Уед Зем» (1:0). 
На початку 2021 року знову повернувся до клубу «Шабаб Аль-Халіль», з яким ще двічі виграв чемпіонат.
У липні 2023 року перейшов у таїландський «Прачуап».

## Виступи за збірну
19 травня 2014 року дебютував в офіційних матчах у складі національної збірної Палестини у грі Кубка виклику АФК проти Киргизстану (1:0). Загалом він зіграв на тому турнірі у 4 іграх і виграв з командою золоті нагороди.
Згодом у складі збірної був учасником Кубка Азії 2019 року в ОАЕ, а також Кубка арабських націй 2021 року та Кубка Азії 2023 року в Катарі.
| Дата       | Місто          | Господарі | Результат | Гості     | Турнір                     | Голи | Примітки |
| ---------- | -------------- | --------- | --------- | --------- | -------------------------- | ---- | -------- |
| 06-01-2019 | Шарджа (місто) | Сирія     | 0 – 0     | Палестина | Кубок Азії 2019 - 1-й етап | -    |          |
| 11-01-2019 | Дубай          | Палестина | 0 – 3     | Австралія | Кубок Азії 2019 - 1-й етап | -    |          |
| 15-01-2019 | Абу-Дабі       | Палестина | 0 – 0     | Йорданія  | Кубок Азії 2019 - 1-й етап | -    | 20'      |
| Усього     |                | Матчів    | 3         |           | Голів                      | 0    |          |

## Досягнення
- Чемпіон Західного берегу: 2015/16, 2016/17, 2017/18, 2020/21, 2021/22
- Володар Кубка Палестини: 2017/18
- Володар Кубка виклику АФК: 2014